# Eleições estaduais no Rio Grande do Norte em 1990
As eleições estaduais no Rio Grande do Norte em 1990 ocorreram em 3 de outubro como parte das eleições gerais no Distrito Federal e em 26 estados. Foram eleitos o governador José Agripino Maia, o vice-governador Vivaldo Costa, o senador Garibaldi Alves Filho, oito deputados federais e vinte e quatro estaduais. Como nenhum candidato a governador recebeu metade mais um dos votos válidos, um segundo turno foi realizado em 25 de novembro e segundo a Constituição, o governador foi eleito para um mandato de quatro anos com início em 15 de março de 1991 sem direito a reeleição.
Eleito governador do Rio Grande do Norte em 1960, Aluízio Alves foi eleito deputado federal pela ARENA em 1966, mas a cassação de seus direitos políticos em 1969 pelo Ato Institucional Número Cinco restringiu sua atuação aos bastidores da política e embora o mesmo apoiasse a carreira do filho, Henrique Eduardo Alves, a decisão do presidente Ernesto Geisel em nomear Tarcísio Maia e Lavoisier Maia para o governo potiguar em duas ocasiões distintas acabou por criar a dinastia dos Maia na política no Rio Grande do Norte e a ela se oporiam os Alves a partir de 1982 quando José Agripino Maia foi o vencedor à disputa pelo governo contra Aluizio Alves. Nos anos seguintes, por meio de candidatos próprios ou aliados, as duas famílias se alternaram ora no Palácio Potengi, ora na prefeitura de Natal. Em 1990, contudo, houve uma divisão na família Maia e nisso as eleições foram polarizadas entre José Agripino Maia e Lavoisier Maia sendo que, diante das circunstâncias, este último recebeu o apoio da família Alves.
Reduzida a uma questão de família, a eleição potiguar foi decidida em segundo turno com o triunfo de José Agripino Maia sobre Lavoisier Maia, que em 1979, buscou o engenheiro civil José Agripino Maia na iniciativa privada e o nomeou prefeito de Natal, quando ambos militavam à ARENA e três anos depois Lavoisier Maia apoiou o primo na eleição para governador via PDS em 1982. Na sucessão do presidente João Figueiredo José Agripino Maia mudou para o PDS enquanto Lavoisier Maia não mudou de partido, todavia as divergências políticas não impediram a eleição de ambos para o Senado Federal em 1986. Tempos depois Lavoisier Maia estava no PDT, assim como sua então esposa, Wilma de Faria, que foi eleita prefeita de Natal em 1988, mas a despeito de tais fatos a ruptura entre os líderes da família Maia surgiu por desacertos na composição da chapa majoritária na eleição para governador. A vitória de José Agripino Maia fez dele o primeiro político a conquistar dois mandatos de governador na história do Rio Grande do Norte desde a queda do Estado Novo em 1945.
Médico nascido em Caicó e formado na Universidade Federal do Rio Grande do Norte em 1967, Vivaldo Costa prestou serviços à instituição e ao Instituto Nacional de Previdência Social antes de assumir, por nomeação do governador Cortez Pereira, a presidência da Fundação Hospitalar Dr. Carlindo Dantas. Eleito deputado estadual pela ARENA e pelo PDS em 1974, 1978, 1982 e 1986, entrou no PL e exercia a presidência da Assembleia Legislativa do Rio Grande do Norte quando foi eleito vice-governador na chapa de José Agripino Maia em 1990.
Na eleição para senador foi vitorioso Garibaldi Alves Filho, advogado formado na Universidade Federal do Rio Grande do Norte e que também é jornalista. Nascido na capital potiguar, foi chefe de gabinete da prefeitura de Natal na gestão de seu tio, Agnelo Alves, foi eleito deputado estadual em 1970, 1974, 1978 e 1982, com passagens pelo MDB e PMDB, sendo eleito para a prefeitura de Natal em 1985.

## Resultado da eleição para governador

### Primeiro turno
Segundo o Tribunal Superior Eleitoral houve 944.788 votos nominais (82,79%), 83.667 votos em branco (7,33%) e 112.795 votos nulos (9,88%) resultando no comparecimento de 1.141.250 eleitores.
| Candidato a governador(a) do estado | Candidato a vice-governador(a) | Número | Coligação                                       | Votação | Percentual |
| ----------------------------------- | ------------------------------ | ------ | ----------------------------------------------- | ------- | ---------- |
| José Agripino Maia PFL              | Vivaldo Costa PL               | 25     | Vontade do Povo (PFL, PL, PDS, PDC, PRN, PSDB)  | 454.528 | 48,11%     |
| Lavoisier Maia PDT                  | Arnóbio Abreu PMDB             | 12     | Unidade Popular (PDT, PMDB, PTB, PCB, PST, PSC) | 372.301 | 39,40%     |
| Salomão Gurgel PT                   | Jacira Galvão Gondim Safieh PT | 13     | Frente Popular Potiguar (PT, PSB, PCdoB)        | 103.616 | 10,97%     |
| Ana Catarina Alves PTR              | Francisco Gomes de Paiva PTR   | 28     | PTR (sem coligação)                             | 14.343  | 1,52%      |
| Fontes:                             |                                |        |                                                 |         |            |

### Segundo turno
Segundo o Tribunal Superior Eleitoral houve 1.008.296 votos nominais (90,96%), 21.885 votos em branco (1,97%) e 78.392 votos nulos (7,07%) resultando no comparecimento de 1.108.573 eleitores.
| Candidato a governador(a) do estado | Candidato a vice-governador(a) | Número | Coligação                                       | Votação | Percentual |
| ----------------------------------- | ------------------------------ | ------ | ----------------------------------------------- | ------- | ---------- |
| José Agripino Maia PFL              | Vivaldo Costa PL               | 25     | Vontade do Povo (PFL, PL, PDS, PDC, PRN, PSDB)  | 525.229 | 52,09%     |
| Lavoisier Maia PDT                  | Arnóbio Abreu PMDB             | 12     | Unidade Popular (PDT, PMDB, PTB, PCB, PST, PSC) | 483.067 | 47,91%     |
| Fontes:                             |                                |        |                                                 |         |            |

## Resultado da eleição para senador
Segundo o Tribunal Superior Eleitoral houve 776.990 votos nominais (68,08%), 275.040 votos em branco (24,10%) e 89.220 votos nulos (7,82%) resultando no comparecimento de 1.141.250 eleitores.
| Candidatos a senador da República     | Candidatos a suplente de senador                              | Número | Coligação                                       | Votação | Percentual |
| ------------------------------------- | ------------------------------------------------------------- | ------ | ----------------------------------------------- | ------- | ---------- |
| Garibaldi Alves Filho PMDB            | Fernando Bezerra PMDB Nathanias Ribeiro Von Shosten PMDB      | 151    | Unidade popular (PDT, PMDB, PTB, PCB, PST, PSC) | 404.206 | 52,02%     |
| Carlos Alberto de Sousa PDC           | Gerôncio Santos Queiroz PSDB Diógenes da Cunha Lima Filho PDS | 171    | Vontade do povo (PFL, PL, PDS, PDC, PRN, PSDB)  | 329.793 | 42,45%     |
| José de Anchieta Ferreira Lopes PCdoB | Luiz Alves Neto PT Lincoln Moraes de Souza PT                 | 651    | Frente Popular Potiguar (PT, PSB, PCdoB)        | 42.991  | 5,53%      |
| Fontes:                               |                                                               |        |                                                 |         |            |

## Deputados federais eleitos
São relacionados os candidatos eleitos com informações complementares da Câmara dos Deputados.

Representação eleita
  PMDB: 3
  PFL: 3
  PRN: 1
  PSDB: 1

| Número | Deputados federais eleitos | Partido | Votação | Percentual | Cidade onde nasceu | Unidade federativa  |
| 3611   | Flávio Rocha               | PRN     | 72.406  | 15,77%     | Recife             | Pernambuco          |
| 1520   | Laíre Rosado               | PMDB    | 64.313  | 14,01%     | Mossoró            | Rio Grande do Norte |
| 2501   | Fernando Freire            | PFL     | 63.696  | 13,87%     | Recife             | Pernambuco          |
| 1515   | Aluízio Alves              | PMDB    | 61.541  | 13,40%     | Angicos            | Rio Grande do Norte |
| 1511   | Henrique Eduardo Alves     | PMDB    | 52.487  | 11,43%     | Rio de Janeiro     | Rio de Janeiro      |
| 4511   | João Faustino              | PSDB    | 51.579  | 11,23%     | Recife             | Pernambuco          |
| 2522   | Iberê Ferreira             | PFL     | 47.701  | 10,39%     | Natal              | Rio Grande do Norte |
| 2512   | Ney Lopes                  | PFL     | 45.292  | 9,86%      | Natal              | Rio Grande do Norte |

## Deputados estaduais eleitos
Estavam em jogo 24 cadeiras da Assembleia Legislativa do Rio Grande do Norte.

Representação eleita
  PMDB: 10
  PFL: 5
  PL: 4
  PDS: 3
  PDT: 1
  PT: 1

| Número | Deputados estaduais eleitos          | Partido | Votação | Percentual | Cidade onde nasceu | Unidade federativa  |
| 11206  | Nelter Queiroz                       | PDS     | 25.979  | 2,74%      | Jucurutu           | Rio Grande do Norte |
| 25105  | Carlos Alberto Marinho de Oliveira   | PFL     | 24.052  | 2,54%      | Natal              | Rio Grande do Norte |
| 25111  | Carlos Augusto de Sousa Rosado       | PFL     | 22.630  | 2,39%      | Mossoró            | Rio Grande do Norte |
| 15105  | Cipriano Correia                     | PMDB    | 20.907  | 2,21%      | Santana do Matos   | Rio Grande do Norte |
| 22110  | Ronaldo da Fonseca Soares            | PL      | 20.255  | 2,14%      | Assu               | Rio Grande do Norte |
| 11220  | Manoel do Carmo dos Santos           | PDS     | 19.456  | 2,05%      | Santo Antônio      | Rio Grande do Norte |
| 15150  | Robinson Faria                       | PMDB    | 18.942  | 2,00%      | Natal              | Rio Grande do Norte |
| 25122  | Nelson Hermógenes de Medeiros Freire | PFL     | 17.423  | 1,84%      | Natal              | Rio Grande do Norte |
| 22221  | Raimundo Fernandes                   | PL      | 16.157  | 1,71%      | São Miguel         | Rio Grande do Norte |
| 22111  | Francisco Carlos Brilhante           | PL      | 15.659  | 1,65%      | Macaíba            | Rio Grande do Norte |
| 25221  | José Adécio Costa                    | PFL     | 15.386  | 1,62%      | Pedro Avelino      | Rio Grande do Norte |
| 15121  | Lauro Gonçalves Bezerra              | PMDB    | 15.259  | 1,61%      | Santa Cruz         | Rio Grande do Norte |
| 22222  | Valério Alfredo Mesquita             | PL      | 15.029  | 1,59%      | Macaíba            | Rio Grande do Norte |
| 25110  | Getúlio Rêgo                         | PFL     | 14.985  | 1,58%      | Portalegre         | Rio Grande do Norte |
| 15180  | Carlos Eduardo Alves                 | PMDB    | 14.920  | 1,57%      | Rio de Janeiro     | Rio de Janeiro      |
| 15155  | Antônio de Farias Capistrano         | PMDB    | 14.004  | 1,48%      | Pau dos Ferros     | Rio Grande do Norte |
| 15194  | Antônio Jácome                       | PMDB    | 13.169  | 1,39%      | Sousa              | Paraíba             |
| 15144  | Frederico Rosado                     | PMDB    | 12.419  | 1,31%      | Mossoró            | Rio Grande do Norte |
| 15215  | José Patrício de Figueiredo Júnior   | PMDB    | 12.334  | 1,30%      | Alexandria         | Rio Grande do Norte |
| 11110  | Irami Araújo                         | PDS     | 11.854  | 1,25%      | Parnamirim         | Rio Grande do Norte |
| 15222  | Álvaro Dias                          | PMDB    | 10.871  | 1,15%      | Caicó              | Rio Grande do Norte |
| 12111  | Leonardo Câmara                      | PDT     | 10.518  | 1,11%      | Santa Maria        | Rio Grande do Norte |
| 15141  | José Dias                            | PMDB    | 10.276  | 1,08%      | Umarizal           | Rio Grande do Norte |
| 13200  | Manoel Junior Souto de Souza         | PT      | 10.004  | 1,05%      | Natal              | Rio Grande do Norte |